# جیووانی برتونه
جیووانی برتونه (انگلیسی: Giovanni Bertone; ۱۰ اوت ۱۸۸۴ – ۱۰ مهٔ ۱۹۷۲) کارآفرین و طراح اهل ایتالیا بود، که در سال ۱۹۱۲ گروپو برتونه را تأسیس کرد.